# 克勞恩金 (亞利桑那州)
克勞恩金（英語：Crown King）是位於美國亞利桑那州亞瓦派縣的一個非建制地區。該地的面積和人口皆未知。

## 地理
克勞恩金的座標為34°12′20″N 112°20′19″W / 34.20556°N 112.33861°W，而該地的平均海拔高度為1759米（即5771英尺）。